# Dương Nghi
Dương Nghi (chữ Hán: 楊儀; ?-235) là tướng quân nhà Thục Hán thời Tam Quốc trong lịch sử Trung Quốc.

## Thời Lưu Bị
Dương Nghi tự là Uy Công (威公), người Tương Dương.
Ban đầu Dương Nghi theo phe Tào Tháo, làm chức chủ bạ dưới trướng thứ sử Kinh châu là Phó Quần. Ít lâu sau ông bỏ Tào Tháo theo Lưu Bị, chạy sang với Quan Vũ đang trấn thủ vùng Kinh châu thuộc Thục. Quan Vũ cho Dương Nghi làm công tào, rồi phái đến Tây Xuyên giúp Lưu Bị.
Năm 219, Lưu Bị lên ngôi Hán Trung vương, Dương Nghi được phong làm Thượng thư.
Năm 221, Lưu Bị xưng đế và mang quân đi đánh Đông Ngô. Dương Nghi và Thượng thư lệnh Lưu Ba mâu thuẫn với nhau, không hợp tác nên ông bị giáng xuống làm Thái thú Hoằng Nông.

## Thời Lưu Thiện

### Dưới trướng Gia Cát Lượng
Lưu Bị chết, Lưu Thiện kế vị (223), Gia Cát Lượng chấp chính làm thừa tướng. Năm 225, Gia Cát Lượng bổ nhiệm Dương Nghi làm tham quân, xử lý công việc trong phủ.
Năm 227, ông cùng Gia Cát Lượng mang quân ra Hán Trung, chuẩn bị đánh Ngụy. Sau đó Dương Nghi theo Gia Cát Lượng tham chiến trong các cuộc tấn công Tào Ngụy.
Năm 230, ông được thăng làm Trưởng sử của thừa tướng, thêm thức Tuy quân tướng quân. Trong những lần tham gia đánh Ngụy, Dương Nghi thường đóng vai trò bố trí quân đội, trù bị và phân phối lương thảo. Ông tỏ ra là người có năng lực xử lý công việc cụ thể. Tam quốc chí, Dương Nghi truyện viết: "Lượng mấy lần xuất quân, Nghi thường bày kế hoạch rõ ràng mạch lạc, lo liệu việc lương thảo, Lượng chẳng cần phải chỉ bảo nhiều, lại rất nhanh chóng và tiện lợi. Việc quân nhung có khuôn phép, Nghi lo liệu rất khéo léo."

### Mâu thuẫn với Ngụy Diên
Khi đảm đương công việc, Dương Nghi có mâu thuẫn với đại tướng Ngụy Diên. Gia Cát Lượng vừa mến tài Dương Nghi vừa tiếc Ngụy Diên dũng cảm nên thường tiếc về sự bất hòa đó và cố dàn hòa giữa 2 người.
Hai người xung khắc tới mức cứ ngồi với nhau là cãi nhau. Có lần Ngụy Diên tức giận rút kiếm ra chĩa vào Dương Nghi, ông khóc ầm lên. Phí Y phải đứng ra hòa giải hai người. Tình trạng bất hòa giữa hai tướng lớn tới mức bên Đông Ngô cũng biết chuyện. Khi Phí Y khi làm sứ giả sang Ngô, Tôn Quyền từng nói với Phí Y về hai người và tiêu liệu rằng khi Gia Cát Lượng mất cả hai người sẽ cùng làm loạn.
Năm 234, Dương Nghi lại theo Gia Cát Lượng đi đánh Ngụy, đóng quân ở Cốc Khẩu. Gia Cát Lượng lâm bệnh nặng. Lúc đó Dương Nghi ở bên cạnh Gia Cát Lượng, còn Ngụy Diên đóng quân cách 10 dặm. Theo Tam quốc chí, khi Gia Cát Lượng ốm nặng trong doanh trại, bí mật sai người gọi Dương Nghi, Phí Y và Khương Duy đến, sắp đặt việc rút quân, theo đó Trưởng sử Dương Nghi đi trước, Hộ quân Khương Duy cùng Ngụy Diên đi đoạn hậu, nếu Ngụy Diên không chịu thì cứ mặc, đại quân cứ rút về.
Gia Cát Lượng qua đời, Dương Nghi sai Phí Y đến báo tin và thăm dò Ngụy Diên. Ngụy Diên không tán thành rút quân chỉ vì cái chết của Gia Cát Lượng mà muốn ở lại tiếp tục đánh Ngụy, đồng thời tỏ ý không phục tùng mệnh lệnh của Dương Nghi.
Phí Y ra khỏi doanh trại của Ngụy Diên vội trở về báo lại cho Dương Nghi. Ngụy Diên ân hận không giữ Phí Y lại, sai thủ hạ đi theo dõi cử động của Dương Nghi. Khi biết tin các tướng đang chuẩn bị rút về theo kế hoạch của Gia Cát Lượng, Ngụy Diên nổi giận, mang quân chiếm lĩnh con đường rút về phía nam. Đường sá trong Thục vốn hiểm trở phải bắc ván thành đường nhỏ để hành quân gọi là sạn đạo; Ngụy Diên phá hỏng các con đường sạn đạo đi về Hán Trung để ngăn Dương Nghi rút lui.
Dương Nghi thấy Ngụy Diên ra tay trước, bèn cùng Phí Y dâng biểu về triều, nói Ngụy Diên làm phản. Ngụy Diên cũng dâng biểu về triều nói Dương Nghi và Phí Y làm phản. Hậu chủ Lưu Thiện và các quan trong triều không hiểu ai đúng ai sai, phải hỏi ý kiến Trưởng sử Tưởng Uyển và Thị trung Đổng Doãn. Hai người cho rằng chỉ có Ngụy Diên đáng nghi ngờ, còn Dương Nghi sẽ không làm phản.
Dương Nghi thấy đường sạn đạo bị phá, bèn sai quân chặt cây, làm cầu gấp rút ngày đêm để khai thông đường hành quân. Quân Dương Nghi tiến gần tới chỗ Ngụy Diên đóng quân. Ngụy Diên chiếm cứ Bao Cốc đón đánh Dương Nghi.
Dương Nghi lệnh cho Vương Bình đi tiên phong đánh Ngụy Diên. Vương Bình chỉ trích hành động làm loạn của Ngụy Diên, kích động quân Ngụy Diên đào ngũ. Kết quả quân Ngụy Diên không chịu chiến đấu, bỏ đi gần hết.
Ngụy Diên cô thế đành cùng con trai và mấy người thân tín bỏ chạy về Hán Trung. Dương Nghi sai Mã Đại mang quân đuổi theo, giết chết Ngụy Diên. Mã Đại mang thủ cấp về cho Dương Nghi. Trông thấy thủ cấp Ngụy Diên, ông bèn đứng bật dậy đá mạnh vào thủ cấp và chửi rủa.
Hậu chủ Lưu Thiện chuẩn theo lời thỉnh cầu của Dương Nghi và Phí Y, khép Ngụy Diên tội mưu phản và ra lệnh tru di tam tộc nhà Ngụy Diên.

### Bất mãn và tự vẫn
Dương Nghi rút quân về Thành Đô an toàn, lại giết được Ngụy Diên nên tỏ ra tự mãn, cho rằng mình có công lớn, đáng là người kế thừa Gia Cát Lượng. Khi còn sống Gia Cát Lượng từng ngầm nói với các quan rằng Dương Nghi lòng dạ hẹp hòi, Tưởng Uyển có đạo đức tốt hơn.
Quả nhiên khi trở về Thành Đô, Tưởng Uyển được phong làm Thượng thư lệnh, Thứ sử Ích châu – tuy không có ngôi vị thừa tướng như Gia Cát Lượng nhưng đó là chức vụ cao nhất trong triều, thực chất là thay Khổng Minh điều hành triều chính; còn Dương Nghi chỉ được phong chức Trung lang tướng, không được nắm giữ binh quyền. Do đó Dương Nghi rất không hài lòng, vì trước đây khi ông làm Thượng thư thì Tưởng Uyển mới chỉ là Thượng thư lang dưới quyền ông, và ông có nhiều đóng góp trong việc quân sự bên cạnh Gia Cát Lượng.
Bàn về việc này, các sử gia cho rằng đây là chủ ý của Gia Cát Lượng. Khi rút quân từ mặt trận trở về, quyền được giao cho Dương Nghi là lớn nhất, nhưng Gia Cát Lượng lại gửi "mật biểu lên Hậu chủ" tiến cử Tưởng Uyển thay mình. Sở dĩ Khổng Minh không thể công khai công bố cho tướng sĩ biết việc này khi lâm chung, vì Tưởng Uyển đang ở Thành Đô, lực lượng nhỏ yếu, nếu Dương Nghi (mà Khổng Minh nhìn nhận là có lòng dạ hẹp hòi) bất bình mang đại quân từ mặt trận về chống lại thì Tưởng Uyển sẽ không đương nổi, nước Thục sẽ loạn. Vì vậy Gia Cát Lượng sắp đặt để đại quân Thục rút về an toàn rồi Hậu chủ mới công bố nhân sự.
Dương Nghi bất mãn, nói năng không kìm chế khiến nhiều đồng liêu tránh xa không dám nói chuyện. Quân sư Phí Y đến thăm và an ủi, Dương Nghi mang sự oán thán nói với Phí Y. Phí Y nghe được, lẳng lặng về tâu lại với Hậu chủ Lưu Thiện. Năm 235, Lưu Thiện hạ lệnh bãi chức Dương Nghi, phế làm dân thường đày xuống quận Gia.
Đến quận Gia, Dương Nghi vẫn tỏ ý phản kháng, dâng thư phỉ báng triều đình. Triều đình liền hạ lệnh bắt giam. Dương Nghi tự vẫn trong ngục. Vợ con ông không bị bắt tội, trở về đất Thục. Vụ việc Dương Nghi xảy ra sau án Ngụy Diên chưa đầy 1 năm.

## Đánh giá
Về cách ứng xử của Gia Cát Lượng trước mâu thuẫn giữa Ngụy Diên và Dương Nghi, có ý kiến cho rằng thừa tướng nước Thục Hán đã không dàn xếp được mâu thuẫn giữa hai người. Điều này gián tiếp dẫn tới việc Ngụy Diên làm loạn, đem quân đánh Dương Nghi sau khi Gia Cát Lượng qua đời.
Sử gia Hách Kinh và Lưu Gia cho rằng Dương Nghi vì tư thù mà đạp thủ cấp, (xúi triều đình) giết 3 họ là cách trả thù của tiểu nhân.

## Trong Tam Quốc diễn nghĩa
Dương Nghi trong tiểu thuyết Tam Quốc diễn nghĩa của La Quán Trung được mô tả gần sát với sử sách. Riêng vụ xung đột với Ngụy Diên, tác giả kể rằng Gia Cát Lượng tiên đoán đúng việc Ngụy Diên chủ tâm làm phản nên sắp đặt để Dương Nghi và các tướng giết Ngụy Diên.